# Martine Lervik
Martine Lervik (født 13. juni 1984) er en norsk håndboldspiller som spiller for Gjerpen Håndball.

## Klubber
- Gulset
- Gjerpen Håndball